# Temple mormon de Saint-Domingue
Le temple mormon de Saint-Domingue est un temple de l’Église de Jésus-Christ des saints des derniers jours situé à Saint-Domingue, en République dominicaine. Il a été inauguré le 17 septembre 2000. À celle date c’était le premier temple mormon édifié dans les Caraïbes.